# Sammy Basso
Sammy Basso (Schio, 1º dicembre 1995 – Asolo, 6 ottobre 2024) è stato un attivista italiano.
Basso viveva con la famiglia a Tezze sul Brenta. Affetto da progeria, la sua famiglia, assieme ad un gruppo di amici, nel 2005 fondò l'Associazione Italiana Progeria Sammy Basso (A.I.Pro.Sa.B.), con lo scopo di condividere e diffondere le conoscenze e promuovere la ricerca scientifica sulla rara malattia genetica. Per far conoscere l'associazione, fin dal 2006 fu ospite, non ancora undicenne, nel talk show di Maurizio Costanzo che lo invitò più volte.
Documentò il suo viaggio negli USA lungo la Route 66 scrivendo un libro, intitolato Il viaggio di Sammy, e registrando una serie di episodi per il canale Nat Geo People di Sky.

## Biografia
Sammy Basso è nato il 1º dicembre 1995 a Schio verso le 5:00 del mattino, tre settimane prima del termine della gravidanza. Alla nascita, pesava 2,680 kg e non presentava alcun segno di malattia.
Tuttavia, le prime manifestazioni di questa non hanno tardato molto a comparire, anche se per diverso tempo non sono state interpretate correttamente: al primo controllo neonatale, il medico notò che il bambino presentava un reticolo venoso molto evidente sull'addome, che ritenne fosse legato alla sua nascita anticipata, e consigliò di sottoporlo a un'ecografia dell'addome superiore, ma tutto risultò nella norma. Quando Sammy aveva due mesi, i medici notarono un ispessimento dei tessuti perineali e degli arti inferiori che interpretarono come edema; a 3 mesi fu sottoposto, all'ospedale di Padova, a una serie di indagini dalle quali scaturì la diagnosi di "scleredema dell'infanzia"; col passare del tempo, tuttavia, il quadro cutaneo migliorò. 
A causa di un brusco rallentamento della crescita, all'età di circa sei mesi, Sammy fu anche sottoposto a indagini per la valutazione della permeabilità intestinale, i cui risultati dimostrarono un malassorbimento, destinato a scomparire nei mesi successivi. All'età di 1 anno e 3 mesi, dato che la causa che determinava la scarsa crescita restava ignota, Sammy fu sottoposto a una biopsia intestinale, ma anche tale indagine dette un esito negativo.
Infine, quando il piccolo aveva poco più di due anni, i medici del Dipartimento di pediatria della Azienda Ospedaliera di Padova hanno consigliato ai genitori di sottoporlo a una consulenza genetica, che ha permesso di capire la vera causa dei sintomi che aveva presentato Sammy fino ad allora. Nel gennaio 1998 venne posta la diagnosi di progeria, una malattia genetica rarissima nota anche come "sindrome da invecchiamento precoce". All'epoca, in Italia, la malattia era poco conosciuta, non era disponibile alcuna cura e non era oggetto di studio scientifico.
Attraverso ricerche su internet, la famiglia di Sammy trovò un'associazione americana, la Sunshine Foundation, e cominciò, nel 2000, a partecipare agli incontri mondiali che ogni anno questa organizza per le famiglie con bambini affetti da progeria. Inoltre la famiglia, dal 2002, iniziò a partecipare anche a incontri europei organizzati dall'associazione olandese Progeria Family Circle. Negli incontri organizzati dalle associazioni americane vengono favoriti gli scambi tra le famiglie dei bambini affetti da questa malattia, mentre nei meeting delle associazioni europee è possibile l'incontro tra famiglie e medici che si occupano della progeria: le diverse associazioni hanno un ruolo centrale nel promuovere lo scambio di conoscenze tra medici e medici, la comunicazione tra medici e genitori, e la condivisione di esperienze tra genitori.
Subito dopo aver conseguito la maturità scientifica al Liceo Scientifico Jacopo Da Ponte di Bassano del Grappa, Sammy fa un viaggio negli Stati Uniti con i suoi genitori, Laura e Amerigo, e con il suo amico Riccardo, percorrendo la Route 66 da Chicago a Los Angeles. Basso documenta questo viaggio scrivendo un libro, Il viaggio di Sammy, e registrando alcuni episodi che sono stati trasmessi dal canale Nat Geo People.
Nell'anno accademico 2014-2015 si immatricolò al corso di laurea in Fisica presso l'Università degli Studi di Padova: il suo sogno, una volta completati gli studi, era di lavorare presso il CERN di Ginevra.
Il 13 febbraio 2015 viene invitato come ospite alla 65ª edizione del Festival di Sanremo, parlando della sua malattia.
Si iscrive invece l'anno successivo al corso di laurea in Scienze naturali con l'intento di approfondire, una volta conclusi gli studi, la ricerca sulla progeria. Il 17 luglio 2018 consegue la laurea in Scienze naturali con 110 e lode, mentre il 24 marzo 2021 consegue la laurea magistrale in lingua inglese in Biologia molecolare.
Il 7 giugno 2019 riceve le insegne del Cavalierato dell'Ordine al Merito della Repubblica, di cui era stato insignito motu proprio dal Presidente della Repubblica Sergio Mattarella.
Nella tarda serata del 5 ottobre 2024, mentre si trovava con familiari e amici in un ristorante ad Asolo, nel trevigiano, per festeggiare un matrimonio, viene colto da un improvviso malore e, arrivata sul posto un'ambulanza del SUEM-118, i medici hanno tentato invano di rianimarlo in quanto già morto all'età di 28 anni. L'11 ottobre, a Tezze sul Brenta, si sono tenuti i funerali, ai quali hanno preso parte quattromila persone e molte personalità pubbliche. Il rito funebre, a causa dell'alta partecipazione, si è tenuto nel campo sportivo messo a disposizione dal Comune. Durante le esequie, presiedute dal vescovo di Vicenza Giuliano Brugnotto, per volontà del defunto, è stata data lettura del suo testamento spirituale.. Inoltre dal Vaticano è giunto un messaggio del segretario di Stato, il cardinale Pietro Parolin, che ha ricordato il grande contributo, umano e scientifico, del giovane nella lotta alla progeria. Dopo i funerali la salma è stata sepolta al cimitero di Tezze sul Brenta.

### Contributi alla ricerca scientifica
Durante il primo viaggio negli Stati Uniti, i genitori di Sammy hanno avuto occasione di conoscere quelli di Sam Berns, un altro ragazzo affetto da progeria, a cui si deve la istituzione della Progeria Research Foundation. In tale circostanza, la famiglia Basso ha dato il proprio contributo all'attivazione di una banca di linee cellulari, a cui può attingere chi intende effettuare ricerche sulla progeria. Tale disponibilità insieme al progredire degli studi sulla malattia, nel 2003, ha permesso di giungere alla scoperta del gene interessato dalle mutazioni responsabili della progeria: questa patologia è dovuta alla mutazione del gene LMNA responsabile della produzione di due proteine: le lamine A e C; la mutazione provoca la produzione di lamine A tronche, chiamate progerine, che determinano l'invecchiamento precoce tipico della malattia.
La famiglia Basso, nel 2006, ha anche aderito a un programma di studi clinici sulla progeria presso i National Institutes of Health di Bethesda (Maryland), ove ha sede il NHGRI (“Istituto di Ricerca sul Genoma Umano”). Presso tale centro è stata eseguita per la prima volta la raccolta completa dei dati relativi agli organi e apparati di Sammy a scopo di ricerca. Come risultato di questo programma è stato messo a punto un farmaco sperimentale, il lonafarnib, un inibitore della transferasi, che potrebbe essere in grado di rallentare il decorso della malattia. Ciò ha permesso, nel 2007, di realizzare a Boston il primo studio clinico su 28 bambini (tra cui Sammy) affetti da progeria. A questo ne ha fatto seguito un secondo sempre a Boston e un terzo a Marsiglia.

## L'Associazione Italiana Progeria Sammy Basso
Nell'ottobre 2005 è stata fondata l'Associazione Italiana Progeria Sammy Basso proprio per volontà di Sammy, che, nonostante la giovane età, già si chiedeva per quale motivo non si sentisse mai parlare della sua malattia. I fondatori sono stati il padre di Sammy (Amerigo), la madre Laura Lucchin, che si occupa delle pubbliche relazioni per l'associazione, gli zii Patrizia e Moreno Basso, le amiche di famiglia Mara Cecchin, Daniela Bonato, ed Eugenia Guzzi, insegnante di inglese e francese che opera anche da traduttrice per l'associazione.
Il logo dell'associazione è stato disegnato da Sammy Basso e raffigura una salamandra. La salamandra è un animale al quale Sammy dà un significato particolare: oltre ad essere stato il suo primo animale domestico, questa è capace di adattarsi ai cambiamenti (può vivere sia sott'acqua che sulla terra e, secondo le leggende medievali, vivrebbe nel fuoco dei camini); Sammy come la salamandra doveva sapersi adattare e imparare ad accettare i propri cambiamenti, come anche l'A.I.Pro.Sa.B. nel suo lavoro di raccolta fondi e di ricerca.
L'associazione si propone da un lato di informare le famiglie colpite dalla malattia e di raccogliere fondi per la ricerca su di essa, dall'altro di rendere la progeria più conosciuta.
Dalla nascita di questa fino a oggi, sono state promosse manifestazioni, dirette televisive, spettacoli, concerti ed eventi per raccogliere fondi. Una parte di questi viene inviata alle associazioni americane e un'altra serve per finanziare l'Istituto di Genetica Molecolare del CNR di Bologna, che si occupa delle Laminopatie, ossia del gruppo di patologie di cui fa parte la progeria. Inoltre sono anche stati organizzati incontri informativi nelle scuole.
La collaborazione tra l'Associazione Italiana Progeria Sammy Basso e il CNR-IGM di Bologna dà vita, nel 2009, al Network Italiano Laminopatie dove ricercatori, clinici, medici, case farmaceutiche, pazienti ed associazioni lavorano in maniera capillare nello scambio di informazioni e nelle ricerche stesse. Questo modello di lavoro sopperisce alla mancanza di collaborazione che spesso è presente nel campo della ricerca e comincia ad essere esportato all'esterno come modello di efficienza. 
Nel 2006 è stato realizzato il primo Simposio italiano sulla progeria, nel corso del quale il relatore Lino Tessarollo ha illustrato sia i progressi compiuti dalla ricerca negli ultimi anni, che le speranze che si sono aperte per tutti i bambini affetti dalla malattia.
Nel 2012, l'associazione ha organizzato, a Montegrotto Terme, la prima Italy Progeria Reunion: il primo meeting europeo che ha lo scopo di riunire esperti, famiglie, bambini e ragazzi.

## Pubblicazioni
- Sammy Basso e Valentino Baron, Scolpire il corpo, scoprire l'anima, Biblos, 2014, ISBN 9788864480664.
- Sammy Basso, Il viaggio di Sammy, Milano, Rizzoli, 2015, ISBN 9788817080514.
- Sammy Basso, Antenorea, collana Carvifoglio, 1 Il Consigliere di Priamo, Ronzani, 2023,  p. 284, ISBN 9791259971135.

### Il viaggio di Sammy
Subito dopo la maturità, i genitori di Sammy, Laura e Amerigo, hanno organizzato per il ragazzo un tour negli USA lungo la Route 66 da Chicago a Los Angeles: Sammy, così, ha potuto finalmente coronare uno dei suoi sogni.
Lungo questo viaggio ha avuto la possibilità di visitare diverse città, tra cui Chicago, Hollywood, Las Vegas, St. Louis e Los Angeles, dove ha avuto l'occasione di incontrare James Cameron e Matt Groening.
Inoltre ha cantato in una messa gospel e gli è stata data l'opportunità di effettuare il primo lancio nella partita di baseball dei St. Louis Cardinals contro i Milwaukee Brewers.
Queste esperienze sono state riferite nel libro, Il viaggio di Sammy, e nel programma con lo stesso titolo che il ragazzo ha realizzato per il canale Nat Geo People (canale 411 di Sky Italia).